# Dryas antic inferior

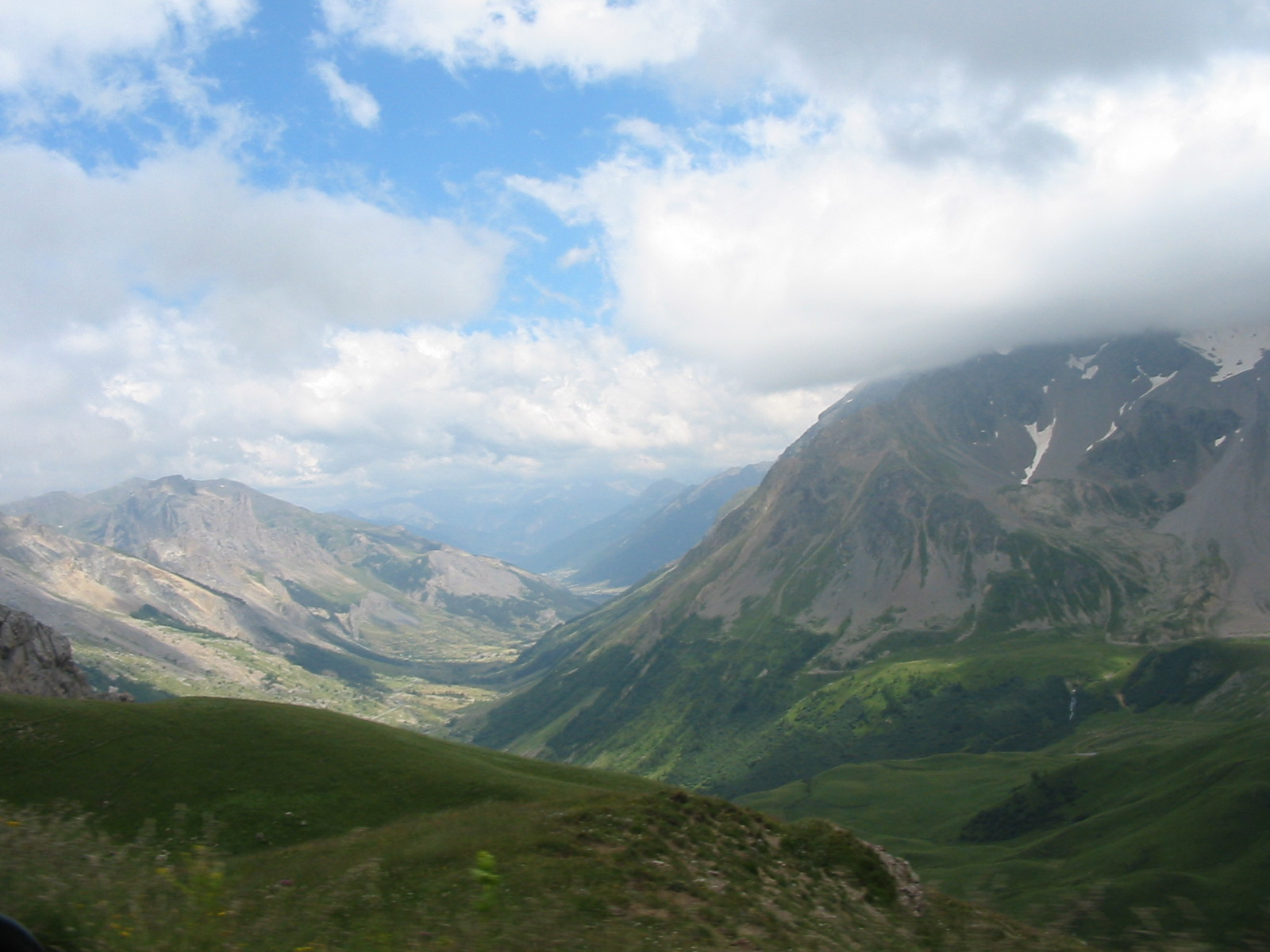
Vall alpina actual, il·lustra com era el paisatge en el Dryas antic inferior

El Dryas antic inferior, en anglès: Oldest Dryas, va ser un període climàtic, que es va produir durant l'estadial més freda després de la glaciació Würm al nord d'Europa. En particular, en els Alps, correspon a l'antiga estadial Dryas de Gschnitz.
Deu el seu nom al pol·len de Dryas octopetala, que es troba en glaceres i torberes. El Dryas antic inferior correspon a la Zona de pol·len Ia.
Les dates d'aquest període és d'aproximadament 18.000-15.000 BP.

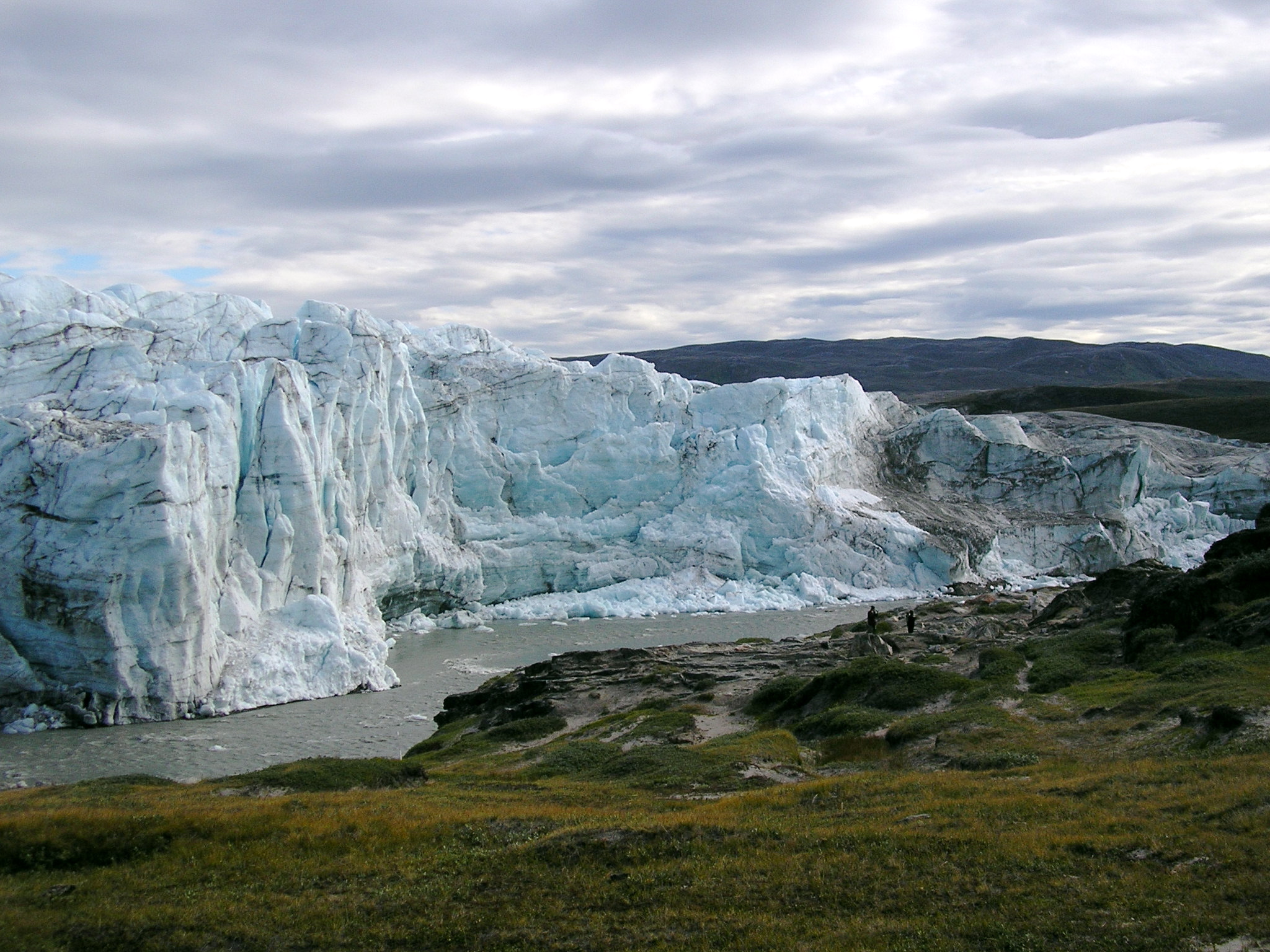
Groenlàndia en el límit de la glacera

El final de l'antiga Dryas es defineix d'una manera precisa. Les dades derivades de la variació de l'isòtop nitrogen i argó atrapades en el gel de Groenlàndia proporciona un conjunt de dades d'alta resolució per al final del Dryas antic inferior el 14.670 abans del present.

## Seqüència climàtica de finals del Plistocè
La seqüència completa del període tardà del clima Plistocè defineix per al nord d'Europa es compon de cinc «fases»:
- Dryas antic inferior
- Bolling (interestadial)
- Dryas antic superior (estadial)
- Allerød (interstadial)
- Dryas recent (estadial)

L'Holocè immediatament comença més tard. Les últimes tres fases esmentades anteriorment són també en la classificació de Blytt-Sernander.
A vegades, el Dryas més vell no es troba, com al Jura de França, o l'evidència és irrellevant. En aquest cas, la part inicial de la seqüència sembla ser: Dryas antic inferior (fred), Bolling-Allerød (calent), el Dryas recent (fred). A l'interstadial Bolling-Allerød correspon a Windermere al Regne Unit.

## Flora
Durant el Dryas antic inferior, Europa no tenia arbres i el paisatge era similar a la tundra àrtica: 
- Poaceae, gramínies
- Artemisia
- Betula nana  bedoll nan
- Salix retusa  el salze nan
- Dryas octopetala

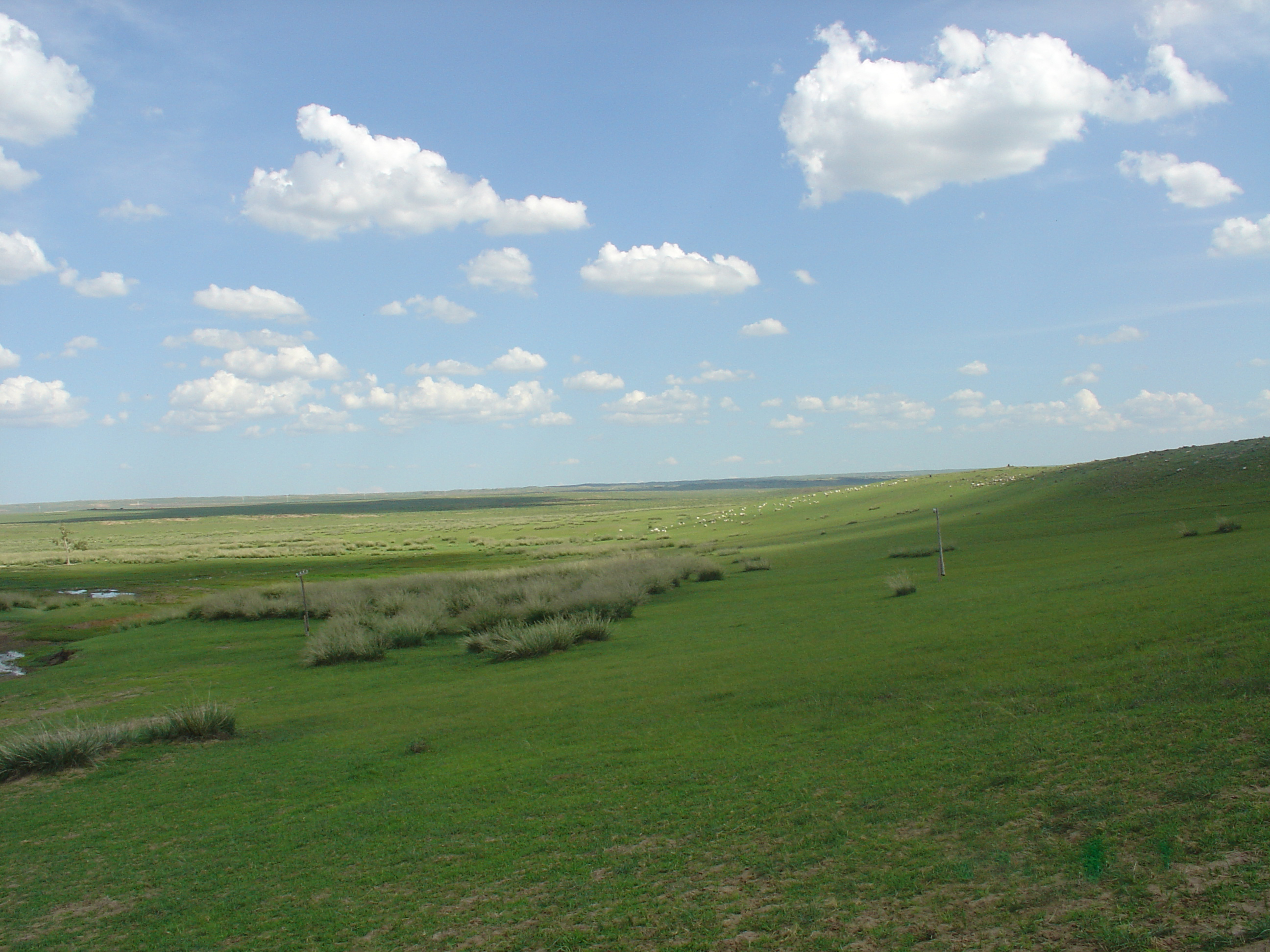
Praderia (Mongòlia interior)
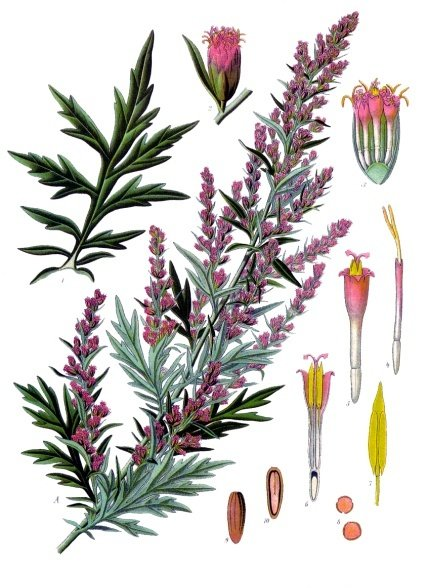
Artemisia vulgaris
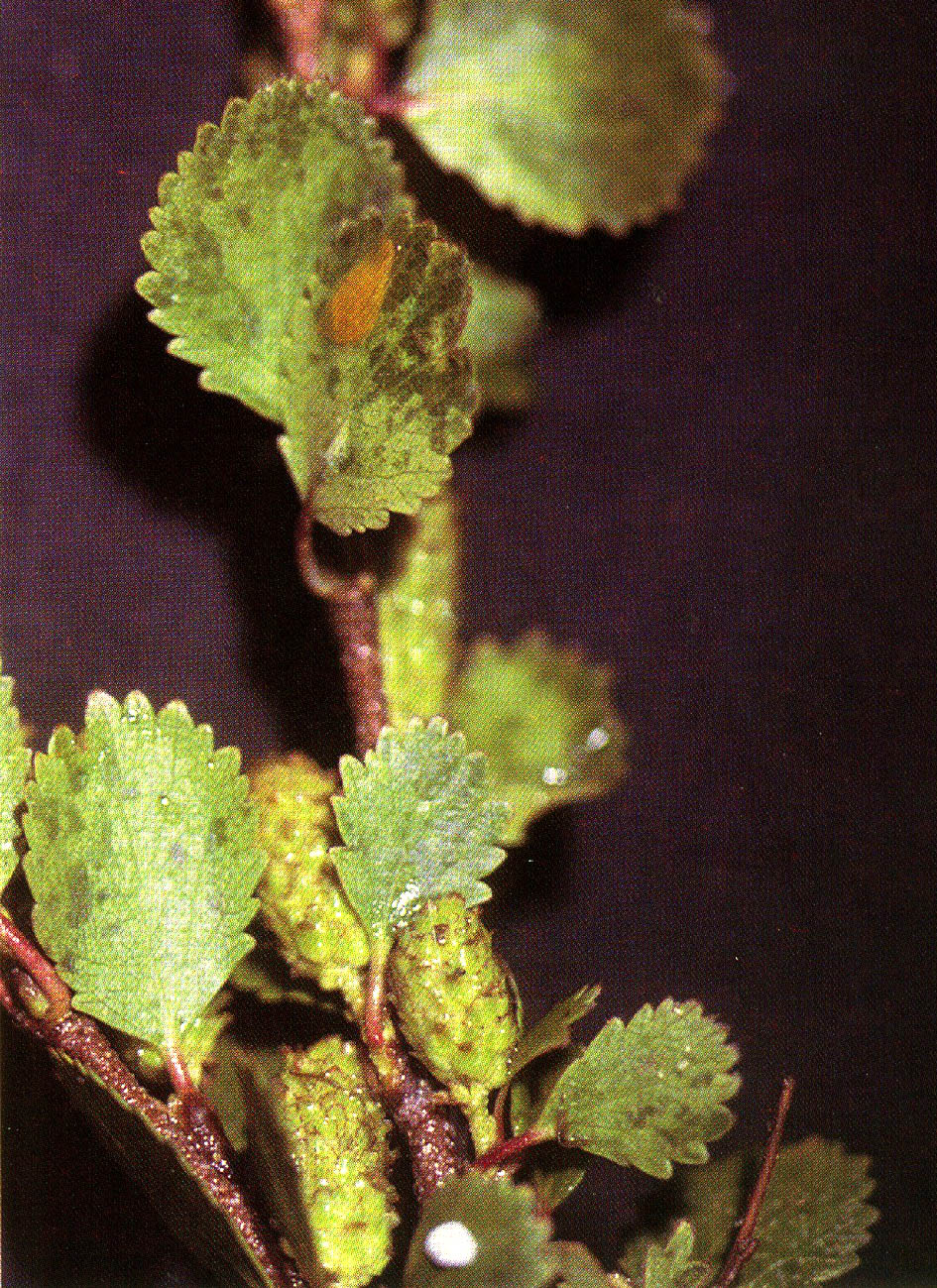
Betula nana
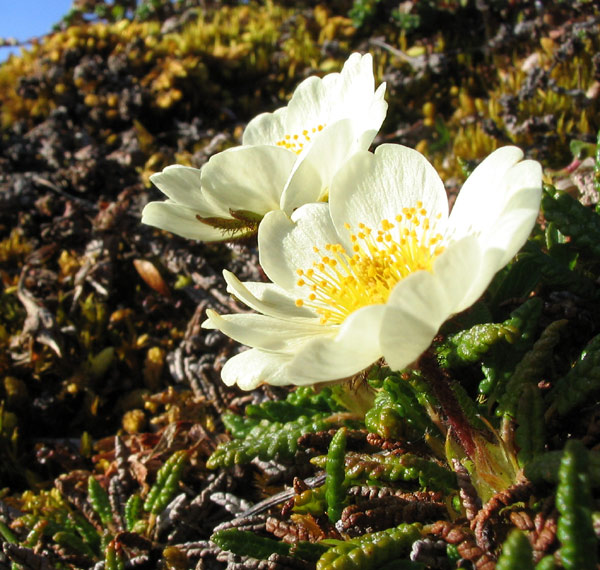
Dryas octopetala

## Fauna
Les espècies eren principalment àrtiques. A partir del Dryas antic inferior es va començar a repoblar amb arbres Europa.
L'os bru, Ursus arctos, va ser un dels primers a arribar, al nord. Els estudis genètics indiquen que els ossos bruns provenen d'un refugi europeu als Carpats de Moldàvia. Altres refugis de fauna eren a Itàlia, Espanya i Grècia.
Aus
- Gavia arctica
- Podiceps nigricollis
- Cygnus cygnus
- Aquila chrysaetos

Peixos 
- Lota lota
- Thymallus thymallus
- Rutilus rutilus
- Salmo trutta  truites
- Salvelinus alpinus

Els mamífers més petits de la cadena alimentària vivien en l'estrat herbaci de la tundra: 
Cricetidae
- Discrotonyx torquatus
- Microtus oeconomus
- Microtus arvalis, talpó comú
- Chionmys nivalis

Leporidae
- Lepus timidus, llebre àrtica

Sciuridae
- Marmota marmota

Carnívors 
- Felis lynx
- Lagopus lagopus
- Canis lupus, llop

L'home estava interessat en els grans mamífers, que inclouen: 
- Rangifer tarandus, ren
- Equus ferus, cavall salvatge
- Capra ibex, ibex

En alguns llocs van venir els mamífers més grans: hiena,  rinoceront llanut, ós de les cavernes i mamut.

## Humans
Les cultures humanes van desenvolupar-se a Europa al Paleolític superior i pertanyien a l'home de Cro-Magnon, els primers homes 'moderns' . Els neandertals havien desaparegut feia molt de temps a causa del  reemplaçament  o per fusió amb l'home modern. La cultura Magdaleniense dels caçadors de rens prevalien a Europa Occidental. A l'est de Carpats l'epigravetià seguit del període anterior Gravetià. A l'Extrem Orient, el període Jomon.
Un dels descobriments més importants de l'època va ser la domesticació del gos.